# The Black Watch

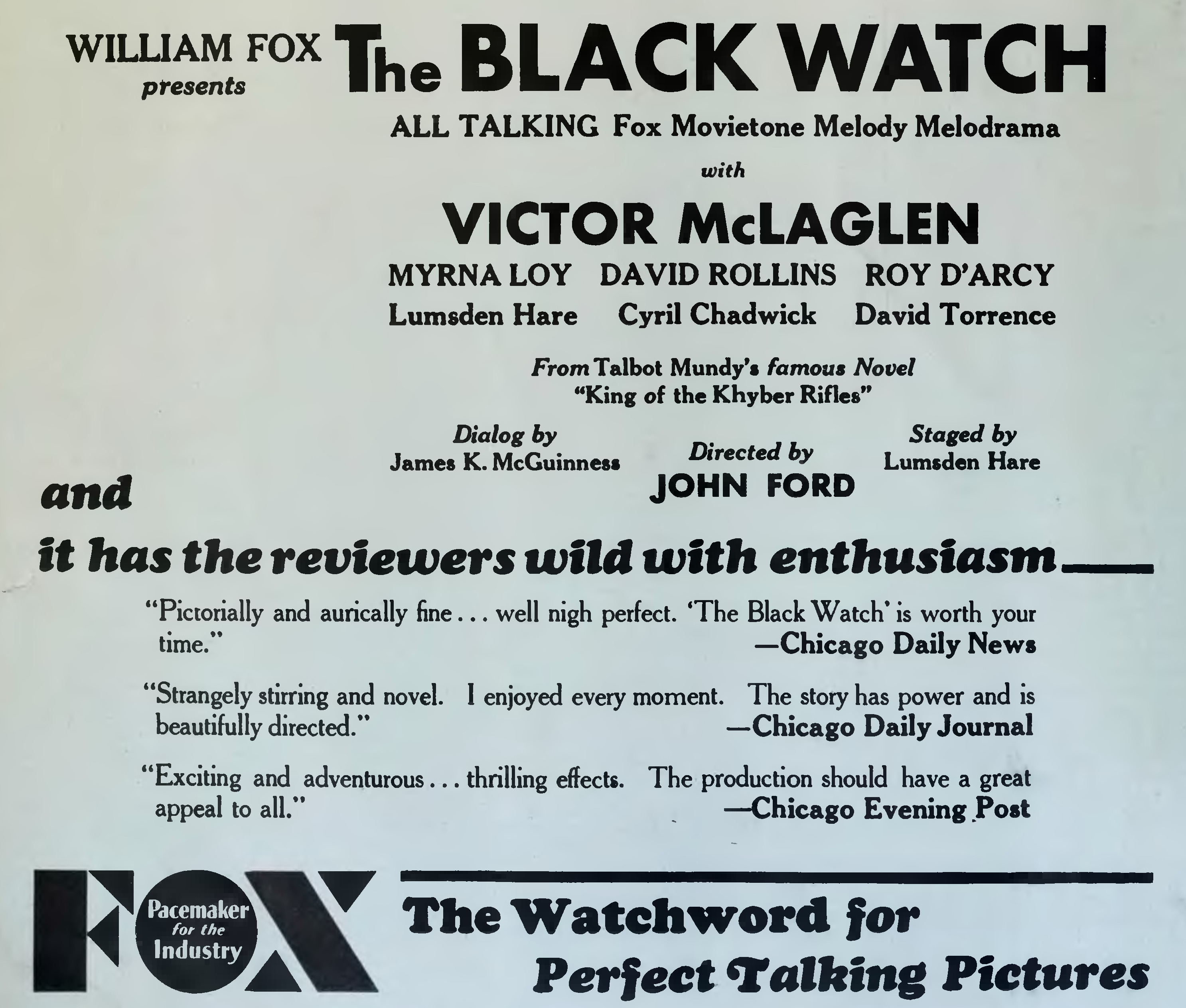
Anunci de la pel·lícula aparegut a la revista The Film Daily

The Black Watch és una pel·lícula pre-codi de la Fox dirigida per John Ford i protagonitzada per Victor McLaglen, Myrna Loy i David Torrence. Es tracta de la primera pel·lícula sonora de Ford. De fet, inicialment només era parcialment parlada però un cop acabada la Fox va fer que el director teatral Lunsden Hare, que també interpretava el paper de coronel dels Black Watch a la pel·lícula, incorporés noves escenes i els diàlegs. En ella apareix com a extra John Wayne que aleshores tenia 21 anys. Basada en la novel·la “King of the Khyber Rifles; A romance of adventure” (1916) de Talbot Mundy, es va estrenar el 8 de maig de 1929. El títol de la pel·lícula es refereix al 42è regiment d’infanteria de l’armada britànica, d’origen escocès.

## Argument
El capità King del regiment Black Watch de l'exèrcit britànic és assignat a una missió secreta de rescat de soldats britànics a l'Índia just quan la seva companyia és cridada a França en esclatar la Primera Guerra Mundial. Com que ningú sap perquè no és amb els companys, aquests el consideren un covard, i aquesta sospita es creu confirmada en participar en una baralla entre borratxos a l'Índia on aparentment mata un altre oficial. King aconsegueix evitar una revolta guanyant l’afecte de Yasmani, una noia que les tribus consideren com la seva deessa i que els portarà a la victòria contra els infidels. Quan els homes de la tribu, en veure com dona suport a King, maten Yasmani, ell acaba amb la rebel·lió.

## Repartiment
- Victor McLaglen (capità Donald Gordon King)
- Myrna Loy (Yasmani)
- David Torrence (mariscal de camp)
- David Rollins (lloctinent Malcolm King)
- Cyril Chadwick (major Twynes)
- Lumsden Hare (coronel dels Black Watch)
- Roy D'Arcy (Rewa Ghunga)
- David Percy (Soloist, oficial dels Black Watch)
- Mitchell Lewis (Mohammed Khan)
- Claude King (general a l'Índia)
- Walter Long (Harrim Bey)
- Francis Ford (major MacGregor)
- Frederic Richard Sullivan (ajuda de camp del general)
- Richard Travers (adjutor)
- Pat Somerset (O'Connor, oficial dels Black Watch)
- Joseph Diskay (Muezzin)
- Joyzelle Joyner (ballarina)
- Gregory Gaye (Highlander del 42è, no surt als crèdits)
- Mary Gordon (esposa de Sandy, no surt als crèdits)
- Bob Kortman (Highlander del 42è, no surt als crèdits)
- Tom London (Highlander del 42è, no surt als crèdits)
- Jack Pennick (Highlander del 42è, no surt als crèdits)
- Randolph Scott (Highlander del 42è, no surt als crèdits)
- Phillips Smalley (doctor, no surt als crèdits)
- Lupita Tovar (no surt als crèdits)
- John Wayne (Highlander del 42è, no surt als crèdits)